# Hennie Dijkstra
Harmen Hendrik (Hennie) Dijkstra (Zaandam, 25 oktober 1912 – 1 maart 1994) was een Nederlands voetballer die als doelman speelde.

## Interlandcarrière
Op 23 april 1939 debuteerde Dijkstra voor Nederland in een vriendschappelijke wedstrijd tegen België (3-2 winst).
| Interlands van Hennie Dijkstra | Interlands van Hennie Dijkstra | Interlands van Hennie Dijkstra | Interlands van Hennie Dijkstra | Interlands van Hennie Dijkstra | Interlands van Hennie Dijkstra |
| №                              | Datum                          | Wedstrijd                      | Uitslag                        | Soort Wedstrijd                | Doelpunten                     |
| Als speler bij ZFC             | Als speler bij ZFC             | Als speler bij ZFC             | Als speler bij ZFC             | Als speler bij ZFC             | Als speler bij ZFC             |
| ------------------------------ | ------------------------------ | ------------------------------ | ------------------------------ | ------------------------------ | ------------------------------ |
| 1.                             | 23 april 1939                  | Nederland – België             | 3 – 2                          | Vriendschappelijk              | 0                              |
| 2.                             | 7 mei 1939                     | Zwitserland – Nederland        | 2 – 1                          | Vriendschappelijk              | 0                              |